# Boarmia diffluaria
Boarmia diffluaria là một loài bướm đêm trong họ Geometridae.